# (72612) 2001 FT19
(72612) 2001 FT19 – planetoida z pasa głównego asteroid okrążająca Słońce w ciągu 4,61 lat w średniej odległości 2,77 j.a. Odkryta 19 marca 2001 roku.